# Azzedine Brahmi
Pour les articles homonymes, voir Brahmi (homonymie).
Azzedine Brahmi, né le 13 septembre 1966 à Sétif, est un athlète algérien spécialiste du 3 000 mètres steeple.

## Carrière sportive
Il se distingue lors de la saison 1988 en remportant à Annaba la médaille d'or des 5e Championnats d'Afrique en 8 min 26 s 56, devant le Marocain Abdelaziz Sahere. Il participe aux Jeux olympiques de Séoul et se classe treizième de la finale du steeple. L'année suivante, l'Algérien enlève à Lagos, au Nigeria, son deuxième titre consécutif de champion d'Afrique (8 min 31 s 29).
Vainqueur des Jeux du Maghreb de 1990, puis des Jeux méditerranéens de 1991, Azzedine Brahmi monte sur la troisième marche du podium des Championnats du monde de Tokyo où il s'incline avec le temps de 8 min 15 s 54 face aux Kényans Moses Kiptanui et Patrick Sang.
Il se classe huitième des Jeux olympiques de 1992 et réalise cette même saison la meilleure performance de sa carrière sur le steeple en 8 min 11 s 27 à l'occasion des Bislett Games d'Oslo. En 1993, l'Algérien obtient la médaille d'argent des Jeux méditerranéens.
Il met un terme à sa carrière sportive à l'issue de la saison 1994.

### Palmarès
| Date | Compétition              | Lieu                 | Résultat | Épreuve         | Performance   |
| ---- | ------------------------ | -------------------- | -------- | --------------- | ------------- |
| 1986 | Championnats du Maghrebs | Tunis                | 2e       | 3 000 m steeple | 8 min 42 s 04 |
| 1988 | Championnats d'Afrique   | Annaba               | 1er      | 3 000 m steeple | 8 min 26 s 56 |
| 1988 | Jeux olympiques          | Séoul                | 13e      | 3 000 m steeple | 8 min 26 s 68 |
| 1989 | Championnats d'Afrique   | Lagos                | 1er      | 3 000 m steeple | 8 min 31 s 29 |
| 1989 | Championnats panarabes   | Le Caire             | 1er      | 3 000 m steeple | 8 min 54 s 4  |
| 1990 | Championnats du Maghrebs | Alger                | 1er      | 3 000 m steeple | 9 min 28 s 54 |
| 1991 | Jeux méditerranéens      | Athènes              | 1er      | 3 000 m steeple | 8 min 21 s 58 |
| 1991 | Championnats du monde    | Tokyo                | 3e       | 3 000 m steeple | 8 min 15 s 54 |
| 1992 | Jeux olympiques          | Barcelone            | 8e       | 3 000 m steeple | 8 min 20 s 71 |
| 1993 | Jeux méditerranéens      | Languedoc-Roussillon | 2e       | 3 000 m steeple | 8 min 28 s 87 |

### Records
| Épreuve         | Performance   | Lieu | Date           |
| --------------- | ------------- | ---- | -------------- |
| 3 000 m steeple | 8 min 11 s 27 | Oslo | 4 juillet 1992 |